# Gimzo
Gimzo (hebrejsky גִּמְזוֹ, v oficiálním přepisu do angličtiny Gimzo) je vesnice typu mošav v Izraeli, v Centrálním distriktu, v Oblastní radě Chevel Modi'in.

## Geografie
Leží v nadmořské výšce 111 metrů na rozmezí hustě osídlené a zemědělsky intenzivně využívané pobřežní nížiny, respektive v regionu Šefela, a kopcovitých oblasti v předhůří Judeje a Samařska. Západně od vesnice protéká Nachal Ajalon. Na severovýchodní straně začíná rozsáhlý lesní komplex (Benšemenský les).
Obec se nachází 21 kilometrů od břehu Středozemního moře, cca 23 kilometrů jihovýchodně od centra Tel Avivu, cca 32 kilometrů severozápadně od historického jádra Jeruzalému a 5 kilometrů jihovýchodně od města Lod. Gimzo obývají Židé, přičemž osídlení v tomto regionu je etnicky převážně židovské. Pouze ve městech Lod a Ramla ležících západně odtud je cca dvacetiprocentní menšina Arabů.
Gimzo je na dopravní síť napojen pomocí dálnice číslo 1 (Tel Aviv-Jeruzalém), jež probíhá podél západního okraje mošavu, a to peážně s dálnicí číslo 6 (takzvaná Transizraelská dálnice). Právě u této vesnice peážní úsek končí a obě dálnice se pak rozdělují. Paralelně s tímto silničním tahem probíhá západně od vesnice i nová vysokorychlostní železniční trať Tel Aviv – Jeruzalém a odbočkou do města Modi'in, která tu ovšem nemá stanici a na místní dopravní vztahy nemá vliv.

## Dějiny
Gimzo byl založen v roce 1950. Název mošavu odkazuje na město Gimzo, které je v tomto regionu připomínáno v biblické Knize kronik (2. Paralipomenon) 28,18. Název tohoto starověkého sídla pak až do roku 1948 udržovala arabská vesnice Džimzu, která tu stávala. Nacházela se jen pár set metrů severovýchodně od nynějšího mošavu. V roce 1931 v ní žilo 1081 lidí ve 268 domech. Stála tu od roku 1920 základní chlapecká škola. V červenci 1948 během války za nezávislost ji v rámci Operace Danny dobyla izraelská armáda a arabské osídlení tu skončilo. Zástavba vesnice Džimzu pak byla zcela zbořena.
Zakladateli nynějšího mošavu byla skupina Židů z Maďarska a Maroka napojených na náboženskou organizaci Poalej Agudat Jisra'el. První osadníci sem přišli 28. února 1950. Vesnice se dlouho potýkala s ekonomickými potížemi. Mnozí obyvatelé ji opustili. Roku 1977 do mošavu dorazila skupina 12 mladých párů, které posílily místní populaci.
V obci stojí pomník třem vojákům Hagany, kteří zde padli během války za nezávislost v roce 1948. Vesnice je tvořena 71 původními rodinnými farmami, ke kterým postupně přibývají další domy, již bez vazby na zemědělské hospodaření.

## Demografie
Podle údajů z roku 2014 tvořili naprostou většinu obyvatel v Gimzo Židé (včetně statistické kategorie „ostatní“, která zahrnuje nearabské obyvatele židovského původu ale bez formální příslušnosti k židovskému náboženství).
Jde o menší obec vesnického typu s dlouhodobě rostoucí populací. K 31. prosinci 2014 zde žilo 1137 lidí. Během roku 2014 populace stoupla o 2,8 %.
| Rok            | 1972 | 1983 | 1995 | 2001 | 2003 | 2004 | 2005 | 2006 | 2007 | 2008 | 2009 | 2010 | 2011 | 2012 | 2013 | 2014 |
| -------------- | ---- | ---- | ---- | ---- | ---- | ---- | ---- | ---- | ---- | ---- | ---- | ---- | ---- | ---- | ---- | ---- |
| Počet obyvatel | 135  | 346  | 453  | 589  | 694  | 747  | 772  | 812  | 853  | 884  | 1020 | 1051 | 1087 | 1069 | 1106 | 1137 |